# Лордс, Трейси
Трейси Элизабет Лордс (англ. Traci Elizabeth Lords, урождённая Нора Луиза Кузма (англ. Nora Louise Kuzma); род. 7 мая 1968, Стьюбенвилл, Огайо) — бывшая американская порноактриса, ныне — актриса мейнстримовых фильмов, модель и музыкант. Стала известна в 1980-е годы, благодаря съёмкам в порнографии, а также скандалу, разразившемуся после того, как было установлено, что актриса начала сниматься во взрослом кино в 16 лет, то есть до достижения совершеннолетия.
Родилась и воспитывалась в неполной семье. В возрасте 15 лет, после очередного конфликта в семье, Лордс сбежала из дома и начала работать моделью для эротических журналов, используя фальшивые водительские права. С 1984 по 1986 год она успела сняться в более чем 20 порнофильмах, став одной из известнейших актрис «золотой эпохи порно». В мае 1986 года, когда информация о её настоящем возрасте стала известна ФБР, разразился общественный скандал, в отношении производителей фильмов были возбуждены уголовные дела, а дистрибьюторам фильмов было предписано прекратить показ любых материалов с Лордс, так как они могли рассматриваться как детская порнография. Запрет фильмов с участием актрисы нанёс индустрии многомиллионный ущерб, сам скандал стал крупнейшим в истории американской порноиндустрии.
Оставив порно, Лордс окончила курсы актёрского мастерства и стала сниматься в низкобюджетных фильмах категории B. С того времени она появилась в большом количестве кинокартин и телесериалов, некоторые из которых (и непосредственно вклад Лордс в их успех) были отмечены различными наградами. Она также успешно пробовала себя в области электронной музыки: её сингл «Control» поднимался до второй строчки чарта Hot Dance Club Songs, а ремикс на него приобрёл ещё большую известность как саундтрек к фильму «Смертельная битва». В 2003 году Трейси опубликовала автобиографию «Traci Lords: Underneath It All», которая получила положительные отзывы критиков и вошла в список бестселлеров The New York Times. Однако несмотря на различные достижения в области кино, музыки и мемуарной литературы широкой публике Трейси Лордс по-прежнему известна как легендарная актриса из «золотой эпохи» американского порно.

## Биография

### 1968—1983: детство и юность
Нора Луис Кузма родилась в Стьюбенвилле, штат Огайо, в рабочей семье. Отец, работник сталелитейного завода, происходил из семьи украинских эмигрантов второй волны (30-е годы XX века). В скором времени после рождения Норы он пристрастился к алкоголю, что положило конец недолгой семейной идиллии. Мать Норы, Патриция, днём работала в ювелирном магазине, а в оставшееся время практически в одиночку занималась воспитанием четырёх дочек. Когда Норе исполнилось семь, мать забрала детей и подала на развод. Впрочем, отец, который устраивал сцены ревности и бил свою бывшую жену даже после развода, получил право посещения детей, и каждую неделю сёстры вопреки собственной воле были вынуждены проводить с ним один день. Со временем отец сблизился с детьми, однако он по-прежнему мало беспокоился жизнью девочек и их воспитанием. В своих мемуарах актриса будет вспоминать: «Казалось, папа оставался в полном неведении относительно того, что у мамы никогда не было денег на самые необходимые вещи для нас. Меня глубоко обижало то, что он наслаждался комфортной жизнью, тогда как мы каждый день выживали».
В 10 лет Нора, которая, по её собственному признанию, физически развилась очень рано, была изнасилована школьным приятелем, который был старше её на шесть лет. Зная негативное отношение отца к ранним половым отношениям, девочка побоялась рассказать о происшедшем и причину случившегося в первую очередь искала в себе.
В скором времени мать Норы занялась обустройством личной жизни, став проводить дома всё меньше и меньше времени: «Что за мать оставит четырёх детей одних дома, а сама будет спать в фургоне своего бойфренда? — задавалась вопросом Лордс спустя годы. — Никто из матерей, живших по соседству, так не поступал, хотя многие из них также были одиноки». Актриса вспоминала, что она буквально не знала куда прятаться от стыда, который испытывала из-за поведения матери, быстро ставшей героиней местных сплетен. Сама мать при этом подавляла сексуальность девочки: спустя многие годы в опроснике от Chicago Tribune на вопрос «Самое унизительное, что довелось пережить» Лордс ответит: «Моя мать, которая говорила мне, что я не такая сексуальная, какой кажусь себе, и выгляжу, как отстой, и что никто не любит меня».
Когда Норе исполнилось двенадцать, она и её сёстры вместе с мамой и её новым ухажёром Роджером переехали в Редондо-Бич, прибрежный город в округе Лос-Анджелес, штат Калифорния. Здесь будущая актриса стала посещать школу Редондо Юнион Хайскул. Роджер был сыном адмирала (предположительно, Рональда Хейса), получал от него деньги, вёл беззаботный образ жизни, употреблял наркотики и зарабатывал на жизнь их продажей. Через некоторое время после переезда он предпринял несколько попыток пристать к Норе, когда девочка спала: «Поначалу я подумала, что сплю, но когда я села, то ощутила его пальцы в себе. <…> Знойным летом я стала спать, укутанная в слои одежды. Мама что-то говорила про то, что я сплю при включённом свете. Она думала, что я боюсь чудовища, которое прячется под моей кроватью. На самом деле я боялась чудовища, которое пряталось в её». Впрочем, когда после данного инцидента Роджер оставил попытки домогательства, его отношения с Норой нормализовались, и после того, как мать девочки нашла нового ухажёра, друга Роджера, и готовилась связать свою жизнь с ним, Нора выступила решительно против. Когда мама сообщила Норе, что они переезжают к её новому ухажёру, девочка ответила решительным отказом следовать за ней, после чего Патриция дождалась, когда старшие дети ушли в школу, собрала вещи, забрала двух младших дочек и переехала на новое место жительства, предоставив Нору и её сестру Лорэйн самим себе. «Я была опустошена, — вспоминала актриса. — Я знала, что вела себя дерзко, но я не ожидала, что меня просто бросят. Как моя родная мать могла бросить меня?». Через некоторое время Патриция рассталась с новым парнем и вернулась к детям, которые были ошеломлены непостоянством матери и непредвиденностью перемен, которые происходили в их жизни.
После незапланированной беременности Норы от её бойфренда и последовавшего аборта Роджер помог девушке найти работу. Предоставив поддельные водительские права в качестве удостоверения личности, девушка в скором времени стала работать моделью эротических журналов. В качестве псевдонима она взяла себе имя Трейси Лордс: Трейси было популярным в то время женским именем, а фамилия была позаимствована у актёра Джека Лорда из сериала «Гавайи 5-O» (в представлении Норы, воплощённый им на экране Стив Мак-Гаретт был идеальным вымышленным отцом). Окончание -s было добавлено к фамилии по той причине, что «нас уже было трое: Нора (моё имя при рождении), Кристи (имя владелицы украденных водительских прав) и вот теперь Трейси (желанная всеми девочка)».

### 1984—1987: карьера в порно
В скором времени Лордс появилась на обложках эротических журналов Velvet, Juggs, Club и др. После того, как несколько одноклассников узнали её на обложке, девушка покинула школу в возрасте 15 лет и больше никогда не возвращалась в стены общеобразовательных учебных заведений. В том же 1984 году Трейси впервые снялась для журнала Penthouse (в сентябре 1984 года она стала «Киской месяца»). Сфальцованная вклейка в номере Penthouse за сентябрь 1984, за появление на которой девушка получила $5000, стала наиболее успешной в истории журнала, отчасти, впрочем, потому, что на ней также были изображены лесбийские фото с участием Ванессы Уильямс, которая годом ранее выиграла конкурс Miss America Pageant.
В своём первом фильме «То, что меня возбуждает» Лордс снялась в сентябре 1984 года (на тот момент ей исполнилось 16 лет). По воспоминаниям Трейси, до начала съёмок она не имела представления о содержании фильма и его характере: предполагалось, что она появится в эпизоде у бассейна в бикини и на этом её участие окончится. Оказавшись на съёмочной площадке, Трейси была потрясена увиденными сценами, однако сниматься саму её никто не вынуждал. После того, как съёмки окончились и участники съёмок начали оргию, модель готовилась покинуть площадку. Случайная встреча с актёром Томом Байроном вылилась в незапланированный половой акт, который и был запечатлён съёмочной группой (он, впрочем, не вошёл в фильм, для которого была снята новая сцена всё с тем же Байроном). Как утверждала сама Трейси, она осознала, что их снимают, ближе к концу полового акта.
[Порно] позволило мне выпустить всю ярость, которую я копила всю свою жизнь. Свобода, упокоение, месть, секс, власть. Я нашла место, куда могла приложить свою энергию, — в секс-сценах я была мстящей, дикой, я полностью высвободила свой гнев. В свои зрелые шестнадцать я была настоящей сексуальной террористкой.
Очень быстро новая актриса приобрела чрезвычайно высокую известность, что позволило ей уже в скором времени сниматься с ведущими актёрами той эпохи: её партнёрами по съёмочной площадке стали Питер Норт, Рон Джереми, Джинджер Линн и Том Байрон. Лордс исполняла сцены вагинального, орального, лесбийского секса, а также сцены с двойным вагинальным проникновением. В скором времени она получила неофициальный титул «Принцессы порно» («Princess of Porn») и стала одной из наиболее высокооплачиваемых актрис фильмов для взрослых, зарабатывая от $500 до $3000 в день. В своих мемуарах актриса вспоминала: «Через несколько недель я вновь оказалась на съёмках порнофильма. Время потеряло своё значение. Все фильмы сливались воедино. Я была пассажиром на борту собственной жизни. Ванна была завалена использованными шприцами, а в воздухе висел тонкий аромат несвежих сигарет». Однако актёры и режиссёры, которые знали Лордс по съёмкам, впоследствии отмечали, что актриса никогда не употребляла наркотики на съёмках и не просто полностью осознавала происходящее, но и старалась держать сам процесс съёмок под собственным контролем. Режиссёры Джером Теннер (англ. Jerome Tanner) и Майк Карпентер вспоминали, что Трэйси не любила, когда ей указывают, что делать и как делать на съёмочной площадке. Карпентер вспоминал: «Она говорила: „Никто не будет указывать мне, как трахаться“». В одном из ранних интервью, которое было взято в 1985 году, Трейси на вопрос «что тебе больше всего не нравится в порнофильмах» дала такой ответ: «Иногда среди режиссёров встречается много придурков. Ты приходишь на съёмочную площадку, и они говорят тебе, как трахаться. Они говорят тебе, когда кричать. Я не думаю, что это правильно. Я думаю, что для лучшего результата нужно просто уметь следовать своим чувствам и действовать так, как тебе хочется».
В 1985 году Лордс встретила Стюарта Делла (англ. Stuart Dell), который стал её парнем, менеджером и бизнес-партнёром. В январе 1986 они создали компанию TLC (Traci Lords Company). Делл и Лордс заключили сделку с дистрибьютором Саем Адлером (англ. Sy Adler), ветераном порнобизнеса и владельцем Vantage International. Вместе они сняли три фильма. В марте того же года свет увидел первый из них, «Трейси покоряет Токио». Вторая картина, «Копулятор из Беверли-Хиллз», последовала в скором времени, третий фильм, «Screamer», так никогда и не увидел свет в связи с событиями, развернувшимися летом 1986 года.

### 1987—1989: суд
В конце мая 1986, примерно через три недели после 18-го дня рождения Лордс, власти узнали, что она была несовершеннолетней, когда снималась в порнографических фильмах. 10 июля в доме Лордс и домах людей, связанных с производством фильмов с участием девушки, были проведены обыски. 17 июля 1986 пунктам видеопроката и кинотеатрам для взрослых в США было предписано убрать из доступа все материалы с Лордс. Джон Вестон (англ. John Weston), адвокат организации Adult Film Association of America, сообщил, что дистрибьюторы должны отозвать все видео, созданные до мая 1986, изображающие Лордс «в процессе сексуального контакта, не важно, насколько незначительного». Это стоило отрасли миллионов долларов. Лордс была допрошена и помещена под обеспечивающий арест, для своей защиты она наняла одного из ведущих адвокатов того времени — Лесли Абрамсон. На суде деятели порноиндустрии показали, что Лордс при приёме на работу продемонстрировала калифорнийские водительские права, паспорт США и сертификат о рождении, в которых было указано имя «Кристи Нусман» (Kristie Nussman) и дата рождения 17 ноября 1962. Представители журнала Penthouse также заявили, что Трейси показала им документы, согласно которым она была старше 18 лет. Следователи обнаружили настоящую Кристи Нуссман, которая сказала, что её сертификат был украден, а данные в государственных реестрах заменены неизвестными. Двое пожелавших сохранить анонимность взрослых читателей журнала Velvet, лично знавшие Лордс и увидевшие её снимки в июле 1984, звонили в офис окружного прокурора ещё тогда, когда они были опубликованы в издании, но им ответили, что «ничего не могут с этим сделать».
Обвиняемыми в первом судебном процессе выступили Джим Саут — агент, который нанял Лордс в 1984 году для фильма «Те молодые девчушки», — а также продюсеры фильма Рональд Рене Кантор и Руперт Себастьян Макни. Поскольку Федеральный закон о запрете вовлечения несовершеннолетних в порнографию мог быть применён даже в тех случаях, когда обвиняемые сами не знали о настоящем возрасте жертвы, троим мужчинам грозил реальный срок до 10 лет заключения. По словам Саута, от тюрьмы их спасло лишь то, что федеральное правительство было точно так же обмануто Лордс, когда та подала документы для получения загранпаспорта, предоставив ложные данные.
Другим громким процессом стало дело Соединённые Штаты Америки против X-Citement Video. Владелец видеосалона X-Citement Video Рубин Готтесман в 1989 году был осуждён на год заключения, поскольку продавал кассеты с участием Трэйси Лордс уже после того, как новость о её реальном возрасте стала достоянием общественности. В ходе данного процесса была допрошена и мать Трэйси, которая заявила, что, едва узнав о роде занятий дочери, пыталась отговорить её от съёмок в порно, а также грозила сообщить полиции о реальном возрасте Трэйси: «Она [Трэйси] сказала мне, что если я это сделаю, то люди, с которыми она связана, просто убьют её. Она приказала мне помалкивать, иначе у неё будут огромные проблемы».
Для самой же актрисы скандал обернулся огромным моральным потрясением: её повсеместно преследовали поклонники и папарацци, на долгое время она стала главной героиней новостных выпусков, а также желанным свидетелем в многочисленных делах, касающихся детской порнографии: «Федеральное правительство забомбило меня повестками в суд, они хотели использовать меня как ребёнка с плаката в работе специальной группы администрации Рейгана по борьбе с детской порнографией».
Большинство фильмов с участием Лордс были полностью изъяты из публичного доступа, некоторые другие подверглись правке с удалением сцен с её участием или, в некоторых случаях, были исправлены путём дополнения теми же сценами, но сыгранными другими актрисами. Несмотря на то, что различные издания сообщали о том, что Лордс снялась более чем в 70 фильмах, на самом деле, по её собственным словам, она появилась не более чем в двадцати: поскольку съёмки производились разными камерами под разными углами, то отличия в монтаже позволяли добавлять и компилировать сцены, выдавая их за новые фильмы. В своей автобиографии Лордс признавалась, что за всю свою карьеру в порно заработала около $35 000 долларов, однако большая часть из них ушла на оплату съёмного жилья и наркотики. Единственным легальным видео с участием Лордс остаётся фильм «Трэйси, я люблю тебя», снятый в Париже всего через два дня после её восемнадцатого дня рождения. В 1987 году Трейси продала права на него за $100 000. Продажа прав позволила ей арендовать новое жильё и нанять в качестве адвоката Лесли Абрамсон. Эта сделка породила слухи о том, что, являясь единственным выгодополучателем от этой ленты, Лордс была заинтересована в том, чтобы прокат и продажа всех предыдущих фильмов с её участием были запрещены, и могла сама связаться с ФБР. Однако даже те коллеги по порнобизнесу, которые высоко оценивали предпринимательские способности Лордс, считали эту версию событий маловероятной.

### 1987—1991: переход в мейнстрим
После нескольких месяцев психотерапии Трейси Лордс приняла решение продолжить кинокарьеру, на этот раз научившись играть «по-настоящему». Она поступила на курсы в Институт театра и кино Ли Страсберга. Покинув курсы через три месяца, Лордс попыталась найти агента через газету «The Hollywood Reporter». С ней связался Фред Вестхаймер (англ. Fred Westheimer), и хотя агентство, где он работал, отказалось представлять Трейси официально, Фред отправил девушку на несколько прослушиваний. В результате Лордс получила роль «гостевого персонажа» в сериале «Умник». Чуть позже она встретила режиссёра Джима Уайнорски, который снимал фильм «Не с этой Земли». В этом комедийном ремейке классического научно-фантастического триллера Роджера Кормана 1957 года Лордс досталась главная женская роль — медсестры Надин Сторэй — которая и стала её дебютом в непорнографическом кино. Фильм, вышедший в 1988 году, провалился в прокате, но был положительно встречен критиками, которые отмечали, что Уайнорски и Корману удалось невозможное — вытащить на большой экран бывшую порнокоролеву. «Ответ: „Да“ — она в состоянии играть. Трэйси Лордс лучше большинства звёзд мыльных опер и так же хороша, как большинство фэшн-королев из прайм-тайма», — заявлял обозреватель The Hollywood Reporter. Спустя годы другой обозреватель назовёт игру Лордс главным достоянием этого фильма: "Если Лордс и не великая актриса в этой картине, она, по крайней мере, харизматична, у неё значительно лучший комический тайминг, чем у большинства актёров, и у неё внешность и обаяние кинозвезды (урезанной версии кинозвезды, но всё же) в фильме, полном людей, изо всех сил пытающихся попасть хотя бы в «список D». Фильм хорошо продавался на видеокассетах, поэтому Корман предложил Трейси Лордс сняться в его следующей картине. Поскольку новый фильм предполагал откровенные сцены, то Лордс, стремившаяся сделать карьеру серьёзной актрисы, ответила отказом.
Параллельно Трейси Лордс подписала контракт с модельным агентством и под именем Нора Кузьма появилась на обложках двух выпусков издававшегося Джо Вейдером журнала «Muscle & Fitness». Уже после выхода первого выпуска передовица в Los Angeles Times сообщила, что модель на обложке фитнес-журнала подозрительно напоминает бывшую порнозвезду Трэйси Лордс. Второй выпуск с Норой сопровождался оправдательным пояснением от издателя, который утверждал, что не знал о прошлом модели, которая была выбрана исключительно благодаря выдающимся физическим данным. В это же время Лордс стала представителем организации Children of the Night, которая занималась проблемами детей, сбежавших из дома или подвергшихся насилию.
В марте 1989 года Джон Уотерс пригласил Трейси Лордс для съёмок в своём новом фильме «Плакса» — молодёжном мюзикле о жизни подростков, где Трейси должна была играть вместе с Джонни Деппом и Рикки Лейк. Фильм был хорошо принят публикой и критиками, а роль подростка-бунтарки Ванды Вудворд (англ. Wanda Woodward) позволила Лордс утвердиться как мейнстрим-актрисе. На съёмках Трейси познакомилась с мастером по реквизиту Бруком Йитоном (англ. Brook Yeaton) — в 1990 году они поженились в Мэрилэнде. В июне того же года вышло видео с комплексом упражнений под названием «Разминаемся с Трейси Лордс» (англ. Warm up with Traci Lords), снятое и спродюсированное бывшим бойфрендом Лордс Стюартом Деллом (англ. Stewart Dell).
В 1991 году Лордс появилась в триллере «Обнажённый нерв» и криминальном фильме «Время умирать», а также снялась в сериалах «Розанна», «Женаты… с детьми», «МакГайвер» и «Удивительные странствия Геракла». Одновременно с этим Лордс продолжала работу модели, участвуя в показах Тьери Мюглера и Жанет Ховард.

### 1992—1995: музыкальная карьера
В 1992 году Трейси Лордс решила попробовать себя в музыкальной сфере — она заключила контракт на артистическое развитие с Capitol Records. После знакомства с Родни Бингенхаймером, который порекомендовал её Джефу Джаклину (англ. Jeff Jacklin), Лордс записала песню «Love Never Dies» для фильма «Кладбище домашних животных 2». Продюсер саундтрека Гэри Курфюст заключил с Лордс контракт от имени своей компании Radioactive Records. Позже она записала вокал для песен «Little Baby Nothing» и «Somebody to Love» групп Manic Street Preachers и Ramones. В 1993 году Лордс получила роль Нэнси Восс в экранизации романа Стивена Кинга «Томминокеры».
Весной 1994 года Лордс начала работу над своим первым и (по состоянию на лето 2021 году) единственным студийным альбомом. Пластинка, содержащая 10 композиций в стиле техно, была выпущена под названием 1000 Fires 28 февраля 1995 года. Запись получила преимущественно положительные оценки критиков, которые зачастую выделяли не столько музыкальные достоинства, сколько личные качества и самобытность автора. Том Эрлевайн из AllMusic поставил записи три звезды из пяти, назвав пластинку «компетентным упражнением в техно». Он раскритиковал Лордс за «тонкий» вокал с узким диапазоном, но при этом заметил, что «у неё действительно сильная и самобытная личность, которая придаёт записи связное звучание». Бенджамин Светки из Entertainment Weekly заявил: «И, хотите верьте, хотите нет, но её триповые техно-мелодии на самом деле звучат потрясающе — как Моби с инъекциями эстрогена». Обозреватель The Guardian назвал дебютный альбом Лордс достойной записью, при этом отметив, что её страстный шёпот идеально лёг на эмбиентовую «Distant Land», но в целом альбом серьёзно пострадал от многочисленных танцевальных номеров.
Синглы к альбому добились высоких позиций в чартах. Сингл «Control» занял второе место в хит-параде Dance Club Songs, а его ремикс попал в саундтрек к фильму Мортал Комбат, отдельное издание которого впоследствии получило двойной платиновый статус по сертификации Recording Industry Association of America. Второй сингл, «Fallen Angel», добрался до одиннадцатой позиции в Hot Dance Club Songs. Ремикс этой песни, сделанный Полом Окенфолдом, вошёл в саундтрек к фильму «Виртуозность» 1995 года, где Лордс появляется в роли-камео. В своём обзоре на «Fallen Angel» Флик Ларри отмечал: «С этой бодрой композицией в стиле транс, последовавшей за выпущенным в конце зимы хитом „Control“, музыкальная карьера Лордс готова подняться на новый уровень. Лордс не так чтобы совсем певица, но у неё есть свой стиль и своя позиция».
Несмотря на положительные отзывы и хорошие позиции в чартах синглов альбом «1000 Fires» не добился коммерческого успеха. Анализируя причины неудачи, Лордс признавала: «Проблема с этим альбомом заключалась в том, что он опережал своё время. Электроника только начинала появляться. Моби только начинал приобретать известность. Когда я выступала в качестве диджея для Thrill Kill Kult и Моби, публика не знала, кто такой Моби. Думаю, если бы он вышел немного позже, всё было бы гораздо лучше. Мадонна со своим альбомом Ray of Light рассчитала время намного лучше, чем я. Я горжусь этим альбом, потому что я слушаю его сейчас, и он все ещё кажется актуальным. Он не кажется устаревшим».
После выпуска этого альбома Трейси Лордс отправилась в небольшое турне в качестве диск-жокея, выступая в основном в ночных клубах Майами. В августе 1995 года она участвовала в разогреве на Enit Festival — афтерпати фестиваля Lollapalooza — вместе с такими исполнителями как Моби, Свен Фэт, DJ Keoki и Single Cell Orchestra.

### 1995—2021: карьера в мейнстриме
В конце 1995 года Лордс развелась со своим мужем Бруком Йитаном, который настаивал на том, чтобы она бросила карьеру актрисы, которую называл «[её] маленьким хобби».
В 1997 году Лордс появилась в небольшой роли в фильме «Нигде» Грегга Араки и триллере «Stir», снималась в сериалах «Детектив Нэш Бриджес» и «Змей» (англ. Vipper). В ноябре Лордс получила роль преступницы Шарон Лешер в нескольких эпизодах второго сезона сериала «Профайлер». В 1998 году она играла роли второго плана в фильмах Буги бой и Extramarital, а также появилась в роли вампирши Ракель в супергеройском боевике «Блэйд». В 2002 году она получила предложение сыграть сестру-близнеца Ракель в сиквеле «Блэйд 2», но отказалась из-за недостатка времени. На премьере фильма Лордс рассказала об окончании работы над своим вторым альбомом, который должен был выйти в 1999 году — однако этому было не суждено случиться ввиду прекращения сотрудничества с Radioactive Records. В августе Лордс рассталась с актёром Джоном Иносом, с которым встречалась на протяжении двух лет — причиной, по её собственным словам, стало убийство кошки Лордс одной из собак Иноса.
В 2000 году вышли фильмы «Эпицентр» и «Сущие пустяки» с Лордс в главной роли. Роль в романтической комедии «Сущие пустяки» принесла Лордс премию Film Discovery Jury Award в номинации «лучшая актриса» на фестивале U.S. Comedy Arts Festival. В сентябре она получила роль предводительницы сопротивления инопланетным захватчикам Джордан Рэдклифф в сериале «Первая волна» на канале Sci Fi Channel.
В январе 2008 года стало известно, что Лордс будет сниматься в комедии Кевина Смита «Зак и Мири снимают порно». Сперва Лордс хотела отказаться, но, прочитав сценарий, изменила своё мнение. Изначально героиня Лордс должна была предстать перед зрителем топлесс, но актриса отказалась от этой сцены, сказав, что «покончила со всем таким». В этом же фильме приняла участие порноактриса Кэти Морган.
В 2009 Лордс появилась в научно-фантастическом фильме «Принцесса Марса» вместе с Антонио Сабато, но осталась недовольной проектом: «Где-то глубоко внутри я подозревала, что это может оказаться плохим кино. Производство было крайне безответственным. Но я доверилась голосам тех людей, которые говорили вокруг меня, нет, это будет художественно, творчески, ты выглядишь красавицей, у нас очень ограниченный бюджет, но, честно, ты будешь гордиться. Они оказались неправы, это было очень плохо, как я и предупреждала. После просмотра первых двух минут я выключила фильм и больше к нему не возвращалась».
В марте 2010 года Лордс анонсировала начало работы на новым альбомом, лид-синглом стала композиция «Pretty». Однако проект был отложен, и «Pretty» вышел только как промо-сингл. В 2011 году Лордс снялась в фильме «Au Pair, Kansas», премьера которого прошла на кинофестивале в Канзас-Сити. В июле Лордс официально подписала контракт с независимым звукозаписывающим лейблом Sea To Sun Recordings и в октябре выпустила под этим лейблом свой старый хит «Last Drag». Сингл попал на сорок пятую позицию в танцевальных чартах и на четвёртое место в Billboard Dance Club Songs.
В 2012 году Трейси Лордс наряду с Анна-Линн Маккорд и Ариэль Уинтер сыграла одну из главных ролей — властной матери Филлис — в фильме ужасов «Обрезание». Картина впервые была показана на Кинофестивале «Сандэнс» и принесла Лордс премию Fangoria Chainsaw Award за лучшую роль второго плана и премии Fright Meter Award и CinEuphoria Award. В сентябре вышел сборник танцевальной музыки Traci Lords Presents: M2F2, где были представлены три ремикса треков самой Лордс, а также композиции других исполнителей. Песня «He’s My Bitch» поднялась в Billboard Dance Club Songs до 25-й позиции.
В мае 2015 года Лордс появилась в реалити-шоу Celebrity Wife Swap вместе с актрисой Джеки Гарри. В том же году она снялась в телевизионном ужастике Sharkansas Women’s Prison Massacre Джима Уайнорски и во второй раз приняла участие в сериале EastSiders. В 2016 году Лордс сыграла роль сумасшедшей медсестры, мстящей за мёртвого мужа, в телевизионном триллере Nightmare Nurse.
В июне Трейси Лордс начала сотрудничество с брендом одежды Pinup Girl Clothing. По словам Лордс первая коллекция была вдохновлена её персонажем Вандой Вудворд из фильма Плакса и стилем 50-х годов: «Джон (Уотерс) выписал такого сильного персонажа в Плаксе. И в этом мире рокабилли, панк-рока и пинапа Ванда Вудворд — королева».
В 2016 году Лордс пригласили на роль главного протагониста — хозяйки детективного агентства — в сериал Swedish Dicks. В октябре был снят второй сезон сериала, премьера в США прошла в 2017 году. Месяцем позже Лордс объявила о том, что впервые попробует себя в качестве режиссёра и снимет фильм под названием The Unquiet Grave — начало съёмок было запланировано на 2017 год. В ноябре стало известно, что Трейси Лордс озвучит персонаж Jackal Z в новой игре Let It Die и примет участие в третьем сезоне EastSiders. В июле 2017 Лордс в качестве модели демонстрировала коллекцию одежды под маркой Helmut Lang , с создателем которой работала ещё в 1995 году. В мае 2018 года в качестве подарка поклонникам в честь своего 50-летия она выпустила сингл Come Alive. После этого она объявила о начале работы над мини-альбомом вместе с Адамом Барта (англ. Adam Barta) и Джорданом Вон Хаслоу (англ. Jordan Von Haslow).
В начале 2020 году, до начала эпидемии COVID-19, состоялся театральный дебют Лордс в пьесе «Женщина за решёткой», постановка которого проходила на сцене театра Montalbán Theatre в Голливуде. В том же году в фильме «Ферма» она исполнила роль Белль Ганнесс — американской серийной убийцы, которая, по некоторым данным, убила от 25 до 40 человек в течение нескольких десятилетий.

## Автобиография
Ещё в 1988 году Лордс заявляла о своих планах написать мемуары, объясняя мотивацию: «Я надеюсь, что те девушки, которые планируют заниматься порно, прочтут её и остановятся. Если они поверят хотя бы в половину того, что там написано, я буду считать свою задачу выполненной».
«Underneath It All» увидела свет 8 июля 2003 года в издательстве HarperCollins. В книге Лордс описывает свои детство, съёмки в «кино для взрослых», а также свою жизнь после расставания с порно. Вскоре после выхода книга попала в список бестселлеров по версии The New York Times.
Критики встретили книгу положительными рецензиями. Сьюзан Карпентер из Los Angeles Times назвала книгу «захватывающим, но жутким повествованием». Аманда Тайлер из USA Today прокомментировала книгу: «История Лордс о личном искуплении настолько наполнена искренними эмоциями и сияет душевной стойкостью, что читатель закроет книгу только с уважением к ней и её замечательной истории». Билл Цвекер в рецензии для Chicago Sun-Times, писал: «Что касается мемуаров, написанных бывшей несовершеннолетней порнозвездой Трэйси Лордс, то сказать, что книга „живописная“ — это ничего не сказать».
Практически одновременно с книгой свет увидел документальный фильм «X-Rated Ambition: The Traci Lords Story». В нём бывшие коллеги Лордс по съёмочной площадке Рон Джереми, Джинджер Линн и Том Байрон, заявили, что никогда не видели, чтобы Трейси употребляла наркотики, отмечали её высокий профессионализм, высокую сосредоточенность на работе и настаивали на том, что она всегда полностью осознавала свои действия. Ещё одна из бывших коллег Трэйси, Кристи Каньон, в одном из интервью так высказалась об автобиографии Лордс:

Я думаю, что её книга могла бы быть потрясающей, если бы она не была насквозь лживой. Я думаю, книга могла бы быть просто замечательной. У неё была шикарная история, но она чересчур печётся о своём имидже для своей мейнстримовой карьеры, которой у неё никогда не будет.
Оригинальный текст (англ.)I think her book could have been fabulous except that she was lying throughout the whole thing. I think her book could have been so great. I think she had a great story but she's so fucking worried about her image for her straight career which she's never going to have.

В августе того же 2003 года в ответ на публикацию Los Angeles Times в редакцию издания обратилась Рэйчел Кузьма, сестра Трэйси. В своём письме она заявила:

Рассказ Трейси содержит фактические ошибки (для начала, наша мать родилась в Янгстауне, штат Огайо, а не в Пенсильвании); указывает обстоятельства, о которых Трейси даже не знала в то время (например, она узнала о моём пребывании в приюте только через много лет после того, как это произошло, и до сих пор не знает подробностей); и включает событие — изнасилование — которое, честно говоря, я просто не думаю, что когда-либо имело место. Больно, когда твои детские травмы откопаны, искажены и выставлены напоказ. Трейси выжила, но её книга вводит в заблуждение и самовозвышает её. Моя сестра за эти годы причинила боль многим людям своими обманами и полуправдой; к сожалению, она продолжает делать это и сейчас.
Оригинальный текст (англ.)er memoir doesn’t “set the record straight”; it further distorts an already convoluted family tragedy. I thumbed through a copy of “Underneath It All” after hearing that Traci had, without my knowledge or consent, included mention of me. Clearly, the publishers didn’t bother with any fact checking. Traci’s account contains factual errors (for starters, our mother was born in Youngstown, Ohio, not Pennsylvania); draws on circumstances that Traci wasn’t even aware of at the time (e.g., she didn’t learn of my stint in a shelter until many years after the fact, and she still doesn’t have the details straight); and turns on an event -- being raped -- that, frankly, I just don’t think ever happened. It’s painful to have your childhood traumas dug up, twisted and put on display. Traci is a survivor, but her book is misleading and self-aggrandizing. My sister has hurt many people over the years with her deceptions and half-truths; sadly, she still does.

## Личная жизнь
- Первый муж — Брук Итон (1991—1999)[А 23].
- Второй муж — Райан Гранджер (1999—2000)[А 25].
- Третий муж — Джефф Ли (с 2002 года)[А 26].
  - Сын — Джозеф Гуннар Ли (род. 7 октября 2007 года)[68]. В начале 2007 года Лордс забеременела, при этом беременность оказалась для неё неожиданностью[69][70]. На момент рождения сына Лордс было 39 лет.

## Фильмография

### Избранные порнофильмы
| Год  | Русское название          | Оригинальное название     |
| ---- | ------------------------- | ------------------------- |
| 1984 | То, что меня возбуждает   | What Gets Me Hot          |
| 1984 | Богиня секса              | The Sex Goddess           |
| 1984 | Говори со мной грязно III | Talk Dirty To Me Part III |
| 1984 | Те молоденькие девочки    | Those Young Girls         |
| 1984 | Сестрёнка дорогая         | Sister Dearest            |
| 1985 | Обучая Мэнди              | Educating Mandy           |
| 1985 | Холли уделывает Голливуд  | Holly Does Hollywood      |
| 1985 | Чёрная глотка             | Black Throat              |
| 1985 | Будущий вуайерист         | Future Voyeur             |

| Год  | Русское название           | Оригинальное название                |
| ---- | -------------------------- | ------------------------------------ |
| 1985 | Electric Blue 28           | Electric Blue 28                     |
| 1985 | Дело Арлекина              | Harlequin Affair                     |
| 1985 | Голливудские сердцеедки    | Hollywood Heartbreakers              |
| 1985 | Кудрявый бизнес            | Kinky Business                       |
| 1985 | Проститутки новой волны    | New Wave Hookers                     |
| 1985 | Идеальный подбор           | Perfect Fit                          |
| 1985 | Пятно Графенберга          | The Grafenberg Spot (aka The G-Spot) |
| 1986 | Трэйси покоряет Токио      | Traci Takes Tokyo                    |
| 1986 | Копулятор из Беверли-Хиллз | Beverly Hills Copulator              |
| 1987 | Трэйси, я люблю тебя       | Traci, I Love You                    |

### Мейнстримовые фильмы и сериалы
Синим обозначены сериалы

| Год  | Русское название          | Оригинальное название              | Роль                                    | Прим.   |
| ---- | ------------------------- | ---------------------------------- | --------------------------------------- | ------- |
| 1988 | Не с этой Земли           | Not of This Earth                  | Надин Сторэй / англ. Nadine Story       | [ 71 ]  |
| 1989 | Фаст фуд                  | Fast Food                          | Дикси Лав / англ. Dixie Love            | [ 72 ]  |
| 1988 | Умник                     | Wiseguy                            | Моник / англ. Monique                   | [ 14 ]  |
| 1990 | Плакса                    | Cry-Baby                           | Ванда Вудворд / англ. Wanda Woodward    | [ 73 ]  |
| 1990 | Секретный агент Макгайвер | MacGyver                           | Джении / англ. Jenny                    | [ 74 ]  |
| 1991 | Срази их наповал          | Shock 'Em Dead                     | Линзи Робертс / англ. Lindsay Roberts   | [ 75 ]  |
| 1990 | Женаты… с детьми          | Married… with Children             | англ. Vanessa Van Pelt, T.C.            | [ 74 ]  |
| 1991 | Время умирать             | A Time to Die                      | англ. Jackie                            | [ 76 ]  |
| 1991 | Обнажённый нерв           | Raw Nerve                          | англ. Gina Clayton                      | [ 77 ]  |
| 1991 | Убийство в Хай-Плейсес    | Murder in High Places              | англ. Diane                             | [ 78 ]  |
| 1992 | Безумный                  | The Nutt House                     | англ. Miss Tress                        | [ 79 ]  |
| 1992 | Лазерная луна             | Laser Moon                         | англ. Barbara Fleck                     | [ 80 ]  |
| 1992 | Намерение убить           | Intent To Kill                     | Викки / англ. Vickie Stewart            | [ 81 ]  |
| 1993 | Живодёр                   | Skinner                            | Heidi                                   |         |
| 1993 | Отчаянные преступления    | Desperate Crimes                   | англ. Laura                             | [ 82 ]  |
| 1993 | Томминокеры               | Tommyknockers                      | Нэнси Восс                              | [ 83 ]  |
| 1993 | Байки из склепа           | Tales from the Crypt               | англ. Emma Conway                       |         |
| 1993 | Горец                     | Highlander                         | англ. Greta                             |         |
| 1994 | Человек-схема 2           | Plughead Rewired: Circuitry Man II | англ. Norma                             | [ 84 ]  |
| 1994 | Мамочка — убийца-маньячка | Serial Mom                         | подруга Карла                           | [ 85 ]  |
| 1994 | Лёд                       | Ice                                | англ. Ellen Reed                        | [ 86 ]  |
| 1994 | Серебряный ангел Бандита  | Bandit: Bandit’s Silver Angel      | англ. Angel Austin                      | [ 87 ]  |
| 1994 | Розанна                   | Roseanne                           | англ. Stacy                             | [ 88 ]  |
| 1994 | Девушка угонщика          | Dragstrip Girl                     | англ. Blanche                           | [ 89 ]  |
| 1995 | Твоя студия и ты          | Your Studio and You                | Камео                                   | [ 90 ]  |
| 1995 | Виртуозность              | Virtuosity                         | певица                                  | [ 91 ]  |
| 1995 | Мелроуз Плейс             | Melrose Place                      | англ. Rikki                             | [ 92 ]  |
| 1995 | Без пяти минут покойник   | As Good as Dead                    | англ. Nicole Grace                      | [ 93 ]  |
| 1996 | Тёмный мир                | Underworld                         | англ. Anna                              | [ 94 ]  |
| 1996 | Остров мертвеца           | Dead Man’s Island                  | англ. Miranda Prescott                  | [ 95 ]  |
| 1997 | Кровавые деньги           | Blood Money                        | англ. Wendy Monroe                      | [ 96 ]  |
| 1997 | Нигде                     | Nowhere                            | Девушка № 1                             | [ 97 ]  |
| 1997 | Детектив Нэш Бриджес      | Nash Bridges                       | англ. Sean Collins                      | [ 98 ]  |
| 1997 | Профайлер                 | Profiler                           | англ. Sharon Lesher                     | [ 99 ]  |
| 1998 | Буги бой                  | Boogie Boy                         | Шонда Ли Брэгг / англ. Shonda Lee Bragg | [ 100 ] |

| Год  | Русское название                | Оригинальное название              | Роль                           | Прим.   |
| ---- | ------------------------------- | ---------------------------------- | ------------------------------ | ------- |
| 1998 | Блэйд                           | Blade                              | Ракель / англ. Racquel         | [ 101 ] |
| 1998 | Отзвук                          | Stir                               | англ. Kelly Bekins             | [ 102 ] |
| 1999 | Я и Уилл                        | Me and Will                        | официантка                     | [ 103 ] |
| 1998 | Тайная жизнь                    | Extramarital                       | Элизабет                       | [ 104 ] |
| 1999 | Команда мечты                   | D.R.E.A.M. Team                    | англ. Lena Brant               | [ 105 ] |
| 1999 | Удивительные странствия Геракла | Hercules: The Legendary Journeys   | англ. Luscious Deluxe          | [ 106 ] |
| 2000 | Эпицентр                        | Epicenter                          | англ. Amanda Foster            | [ 107 ] |
| 2000 | Уверенные парни                 | Certain Guys                       | англ. Kathleen                 | [ 108 ] |
| 1999 | Первая волна                    | First Wave                         | англ. Jordan Radcliffe         | [ 98 ]  |
| 2001 | Сущие пустяки                   | Chump Change                       | англ. Sam                      | [ 109 ] |
| 2001 | Клуб убийц                      | You’re Killing Me…                 | англ. Laura Engles             | [ 110 ] |
| 2002 | Чёрная маска 2: Город масок     | Black Mask 2: City of Masks        | англ. Chameleon                | [ 111 ] |
| 2002 | Затаённая злоба                 | They Shoot Divas, Don’t They?      | англ. Mira                     | [ 112 ] |
| 2003 | Дом                             | Home                               | англ. Lorna                    | [ 113 ] |
| 2003 | Долина смерти                   | Deathlands                         | Lady Rachel Cawdor             | [ 114 ] |
| 2003 | Девочки Гилмор                  | Gilmore Girls                      | англ. Natalie Zimmermann       | [ 115 ] |
| 2005 | Обмороженные                    | Frostbite                          | англ. Naomi Bucks              | [ 116 ] |
| 2005 | Любовь в большом городе         | Novel Romance                      | англ. Max                      | [ 117 ] |
| 2006 | Следы преступления              | Crazy Eights                       | англ. Gina Conte               | [ 118 ] |
| 2006 |                                 | Celebrity Paranormal Project       | англ.                          | [ 115 ] |
| 2007 | Избранный                       | The Chosen One                     | Ms. Sultry                     | [ 119 ] |
| 2007 | Частный детектив Энди Баркер    | Andy Barker, P.I.                  | англ. Loretta Crispin          | [ 120 ] |
| 2007 | Точка входа                     | Point of Entry                     | англ. Brianna Fine             | [ 121 ] |
| 2008 | Зак и Мири снимают порно        | Zack and Miri Make a Porno         | Баблз / англ. Bubbles          | [ 122 ] |
| 2009 | Мальчишник в Техасе             | I Hope They Serve Beer in Hell     | англ. Connie                   | [ 123 ] |
| 2009 | Принцесса Марса                 | Princess of Mars                   | Дея Торис / англ. Dejah Thoris | [ 124 ] |
| 2010 | Няня-футболист                  | Au Pair, Kansas                    | англ. Helen                    | [ 125 ] |
| 2010 | Здесь и сейчас                  | Here Now                           | Diane                          |         |
| 2012 | Обрезание                       | Excision                           | Филлис / англ. Phyllis         | [ 126 ] |
| 2012 | Истсайдеры                      | EastSiders                         | англ. Val                      | [ 127 ] |
| 2015 | Акулы на свободе                | Sharkansas Women’s Prison Massacre | англ. Kendra Patterson         | [ 128 ] |
| 2016 | Кошмарная медсестра             | Nightmare Nurse                    | англ. Barb                     | [ 128 ] |
| 2016 | Придурки из Швеции              | Swedish Dicks                      | англ. Jane McKinney            | [ 54 ]  |
| 2019 | Обманутый                       | Manipulated                        | англ. Casandra King            |         |
| 2021 | Ферма                           | The Farm                           | Белль Ганнесс                  | [ 59 ]  |

## Дискография
| Год  | Сингл           | Альбом            | Высшая позиция в чарте                                     |
| ---- | --------------- | ----------------- | ---------------------------------------------------------- |
| 1994 | «Control»       | 1000 Fires (1995) | US Billboard Hot Dance Club Songs #2 UK Singles Chart #81  |
| 1995 | «Fallen Angel»  | 1000 Fires (1995) | US Billboard Hot Dance Club Songs #11 UK Singles Chart #72 |
| 2002 |                 | EP Sunshine       |                                                            |
| 2012 | «He’s My Bitch» | M2F2 (2012)       |                                                            |